# Dandy Livingstone
Dandy Livingstone, nato Robert Livingstone Thompson (Kingston, 14 dicembre 1943), è un cantautore, compositore e produttore discografico giamaicano naturalizzato britannico, noto soprattutto per il suo successo del 1972, "Suzanne Beware of the Devil", e per la sua canzone "Rudy, A Message to You", che in seguito fu un successo anche per The Specials. "Suzanne Beware of the Devil", ha raggiunto il numero 14 nella UK Singles Chart.

## Discografia

### Singles
Credited to Dandy except where stated.
- "One Man Went to Mow" (1964, Carnival) (as Sugar and Dandy)
- "What a Life" (1964, Carnival) (as Sugar and Dandy)
- "Oh Dear" (1964, Carnival) (as Sugar and Dandy)
- "I'm Not Crying Now" (1964, Carnival) (as Sugar and Dandy)
- "Rudie Don't Go" (1964, Dice)
- "You Got to Pray" (1964, Dice) (as Dandy & Barbara)
- "The Operation" (1964, Dice)
- "Let's Ska" (1965, Carnival) (as Sugar and Dandy)
- "I'm into Something Good" / "Crazy For You", Carnival, 1965. (as Sugar and Dandy)
- "Think of the Good Times" / "Girl Come See", Carnival, 1965. (as Sugar and Dandy)
- "I Want to Be Your Lover" / "I Don't Know What", Carnival, 1965. (as Sugar and Dandy)
- "Without Love" (1965, Blue Beat) (as The Rub A Dubs)
- "To Love You" (1965, Blue Beat)
- "Hey Boy, Hey Girl" (1965, Blue Beat) (as Dandy & Del)
- "My Baby" (1965, Blue Beat)
- "I Found Love" (1966, Blue Beat)
- "My Time Now" / "East Of Suez", Giant, 1967. (as Dandy & His Group)
- "You're No Hustler" (1967, Ska Beat)
- "Rudy A Message to You" / "Till Death Do Us Part" (1967, Ska Beat) (B-side as Dandy & His Group)
- "The Fight" (1967, Ska Beat) (as Dandy & His Group)
- "One Scotch, One Bourbon, One Beer" (1967, Ska Beat) (as Dandy & His Group)
- "Puppet on a String" (1967, Giant) (as Dandy & His Group)
- "We Are Still Rude" (1967, Giant)
- "Somewhere My Love" (1967, Giant) (as Dandy & His Group)
- "There Is a Mountain" (1967, Giant)
- "Charlie Brown" (1968, Giant) (as Dandy & His Group)
- "Ain't That a Shame" (1968, Giant) (as Dandy & The Superboys)
- "Propagandist" (1968, Giant)
- "Sweet Ride" (1968, Giant)
- "Tears on My Pillow" (1968, Giant)
- "You're Hurtin' Me" (1968, Giant) (as Dandy & The Superboys)
- "I'm Back with a Bang Bang" (1968, Giant) (as Dandy & The Superboys)
- "Message to You Girl" (1968, Giant) (as Dandy & The Superboys)
- "That's How Strong My Love Is" (1968, Jolly) (as Bobby Thompson)
- "Donkey Returns" (1968, Trojan) (as Dandy & Brother Dan All Stars)
- "Read Up" (1968, Trojan) (as Dandy & Brother Dan All Stars)
- "Another Saturday Night" (1968, Trojan) (as Dandy & Brother Dan All Stars)
- "The Toast" (1968, Trojan)
- "Move Your Mule" (1968, Down Town)
- "Come Back Girl" (1968, Down Town)
- "Tell Me Darling" (1968, Down Town) (as Brother Dan)
- "Copy Your Rhythm" (1968, Down Town) (as Dandy & Brother Dan All Stars)
- "Doctor Sure Shot" (1969, Down Town)
- "Reggae in Your Jeggae" (1969, Down Town)
- "Moma Moma" (1969, Down Town) (as Dandy & The Israelites)
- "Rock Steady Gone" (1969, Down Town)
- "I'm Your Puppet" (1969, Down Town)
- "Everybody Feel Good" (1969, Down Town) (as Dandy & The Downtown All Stars)
- "People Get Ready (Do Rocksteady)" (1969, Down Town) (as The Rudies)
- "Seven Books" (1969, Down Town) (as Dandy & The Israelites)
- "Be Natural Be Proud" (1969, Down Town)
- "Come on Home" (1969, Down Town)
- "Everybody Loves a Winner" (1969, Down Town)
- "Music Doctor Chapter I/II" (1969, Down Town) (as Dandy & The Musical Doctors)
- "Raining in My Heart" (1970, Down Town)
- "Build Your Love on a Solid Foundation" (1970, Down Town)
- "Version Girl" (1970, Down Town) (as Boy Friday)
- "Music So Good" (1970, Down Town) (as Boy Friday & the Groovers)
- "Rudy, A Message to You" (1970, Down Town) (as Boy Friday)
- "Bush Doctor" (1970, J-Dan) (as Dandy & The Music Doctors)
- "Can't Help from Crying" (1970, J-Dan) (as Dandy & The Israelites)
- "The Wild Bunch" (1970, J-Dan, 1970.  (as Dandy & The Music Doctors)
- "In the Summertime" (1970, J-Dan) (as Dandy & The Music Doctors)
- "Take a Letter, Maria" (1970, Trojan)
- "Same Old Fashioned Way" (1971, Trojan)
- "I Don't Want No War" (1971, J-Dan) (as Boy Friday)
- "Situation Version" (1971, J-Dan) (as Our Band)
- "There'll Always Be Sunshine" (1971, Down Town) (as Boy Friday)
- "Hot Pant Girl" (1971, Down Town) (as Boy Friday)
- "Salt of the Earth" (1971, Trojan)
- "The Pliers" (1971, Down Town) (as Dandy & The Musical Doctors)
- "El Raunchy" (1971, Down Town) (as Boy Friday)
- "Daddy's Home" (1971, Down Town) (as Boy Friday)
- "Give Me Some More" (1972, Down Town) (as Dandy & The Studio Sound)
- "Suzanne Beware of the Devil" (1972, Horse) (as Dandy Livingstone)
- "What Do You Want to Make Those Eyes at Me For" (1972, Trojan)
- "Big City" (1973, Horse) (as Dandy Livingstone)
- "Come Back Liza" (1973, Horse) (as Dandy Livingstone)
- "Black Star" (1973, Mooncrest) (as Dandy Livingstone)
- "Caribbean Rock" (1974, Horse) (as Dandy Livingstone)
- "Let's Tango" (1976, Charisma) (as R.D.  Livingstone)
- "The South African Experience" (1978, Night Owl) (as R.D. Livingstone)
- "Righteous Man" (1980, Minit Music) (as R.D. Livingstone)
- "Living in S.U.S." (1980, Ric) (as R.D. Livingstone)

### Albums
- Rocksteady with Dandy (1967, Giant)
- Follow That Donkey (1968, Trojan)(Brother Dan All Stars)
- Dandy Returns (1968, Trojan)
- Let's Catch the Beat (1969, Trojan)(Brother Dan All Stars)
- Your Musical Doctor (1969, Downtown/Trojan)
- I Need You (1969, Ska Beat) (Dandy & Audrey)
- Morning Side of the Mountain (1970) (Dandy & Audrey)
- Dandy Livingstone (1972, Trojan)
- Conscious (1973, Mooncrest)
- Home From Home (1976, Charisma)
- The South African Experience (1978, Night Owl)
- Doo Wop Style (?,?)
- Suzanne Beware of The Devil: The Best of Dandy Livingstone (2002, Trojan) (compilation)
- Let's Catch The Beat: The Music that Launched The Legend (2003) Trojan (compilation) - Dandy and the Brother Dan All Stars